# 新潟ニュース610
『新潟ニュース610』（にいがたニュースろくいちまる）は、2008年3月31日からNHK新潟放送局で放送されている『NHKニュース』のローカルニュース番組。

## 放送時間
- 平日 18:10 - 19:00（JST） - 祝日には放送を休止し、18:45から県内のニュースと気象情報を放送。

## 現在の担当者
- 木花牧雄（NHKアナウンサー、2024年4月1日 - ）[注 1][1]
- 山下佳織（NHKアナウンサー、2025年4月7日 - ）[2]
- 石井由貴（NHK新潟放送局契約キャスター、2025年3月31日 - 、キャスター）[2]
- 矢田美沙希（NHK新潟放送局契約キャスター、2025年4月7日 - 、キャスター）[2]
- 石井千春（NHK新潟放送局契約キャスター、2025年4月 - 、リポーター）[2]
- 二瓶那菜（NHK新潟放送局契約キャスター、2025年4月 - 、リポーター）[2]
- 藍川眞帆（NHK新潟放送局契約キャスター、2024年4月1日 - 、スポーツ担当）[1]
- 加藤直樹（気象予報士）

## 過去の担当者
- 小山径（NHKアナウンサー、番組開始 - 2011年3月）[注 2]
- 小正裕佳子（当時NHKアナウンサー、2010年4月5日 - 2012年3月）
- 金城均（NHKアナウンサー、2011年4月 - 2013年3月19日）
- 飯島徹郎（NHKアナウンサー、2015年3月30日 - 2018年3月30日）[注 3][注 4]
- 森田茉里恵（NHKアナウンサー、2019年4月15日 - 2020年3月27日、2018年度までリポーター）[注 5]
- 佐藤俊吉（NHKアナウンサー、2013年3月21日 - 2015年3月27日・2018年4月2日 - 2021年3月26日）
- 木村穂乃（NHKアナウンサー、2022年4月7日 - 2023年3月24日、2021年度までリポーター）[注 6]
- 狩野史長（NHKアナウンサー、2021年3月29日 - 2024年3月22日）[注 7]
- 渡辺ひとみ（当時NHK新潟放送局契約キャスター、番組開始 - 2010年3月26日）
- 藤田嘉子（当時NHK新潟放送局契約キャスター、番組開始 - 2011年3月）
- 丸山幸恵（当時NHK新潟放送局契約キャスター、2011年4月 - 2014年3月）
- 小林美保（当時NHK新潟放送局契約キャスター、2013年4月 - 2015年3月）
- 宇賀神唯（当時NHK新潟放送局契約キャスター、2012年4月 - 2013年3月、2015年3月 - 2016年3月）
- 浦野遥（当時NHK新潟放送局契約キャスター、2014年4月 - 2017年3月）
- 高橋映（当時NHK新潟放送局契約キャスター、2016年4月 - 2017年3月）
- 高橋彩（当時NHK新潟放送局契約キャスター、2017年4月 - 2020年3月27日）[注 8]
- 坂元楓（当時NHK新潟放送局契約キャスター、2017年4月 - 2022年3月18日）（2021年度から週替り担当）
- 上岡梨紗（当時NHK新潟放送局契約キャスター、2021年3月29日 - 2022年3月）（週替り担当）
- 尾﨑侑美（当時NHK新潟放送局契約キャスター、2021年3月29日 - 2022年3月）（週替り担当）
- 高由香梨（当時NHK新潟放送局契約キャスター、2022年4月4日 - 2025年3月14日）（月曜・火曜担当）[3]）
- 渡邉智世（当時NHK新潟放送局契約キャスター、2022年4月6日 - 2025年3月28日）（水 - 金曜担当）[4]）
- 高井伴明（気象予報士）

## その他
- 2019年6月23日未明に放送された『今夜も生でさだまさし〜まさしA型ここは新潟〜』[5]は当初新潟港から生放送する予定だったが、直近に発生した地震の影響により会場を変更、本番組のスタジオ[6]を使用して放送された。
- 首都圏ネットワークで放送されている「ストップ詐欺被害私は騙されない」（2022年からは「ストップ詐欺被害私たちは騙されない」）をコーナーの1つとして再放送している。放送の段階でリアルタイム放送ではない。警視庁管内の予兆電話の情報はカットされ、詐欺事例（未遂事例も含む）を紹介している。このため、おはよう日本の中でも放送されているので回数としては首都圏局と同じになっている。
- 隣接県（富山・長野・群馬・福島・山形）のニュースを取り上げる「おとなりニュース」がある（東日本大震災とそれに伴う福島第一原子力発電所事故により新潟県内に避難した福島県民向けに震災時から放送していた「福島ふるさとニュース」の発展版）。
- 県内ケーブルテレビが取材した画像を使うことがある。主に新潟市から離れた魚沼・上越・佐渡にそのケースが多い。
- 天気予報が番組内で2回放送される。
- 2022年10月3日放送分から放送常時同時配信・見逃し番組配信サービス「NHKプラス」で本番組の見逃し配信を開始した。